# 짜빈
짜빈시(베트남어: Thành phố Trà Vinh / 城舗茶榮)는 베트남 남부 짜빈성의 성도로 인구는 131,360명이다. 메콩강 삼각주 지대에 위치한다.

## 지리
호찌민시에서 버스로 약 7시간 거리에 위치한다. 짜빈성 중북부를 차지하고, 쩌우타인현, 깡롱현과 접경한다. 또한 꼬찌엔강(메콩강 지류)을 사이에 두고, 벤째성의 모까이남현에 접한다. 중심부에는 롱빈강이 흐르고, 그 밖에도 많은 수로가 존재한다. 남중국해로 빠져 나가는 꼬찌엔강 하구까지 약 20km의 거리가 있다. 북부에는 롱둑 공단이 존재한다.

## 행정구역
짜빈시는 9개의 방(坊)과 1개의 사(社)를 관할한다.

### 방
- 1방
- 2방
- 3방
- 4방
- 5방
- 6방
- 7방
- 8방
- 9방

### 사
- 롱둑 (Long Đức /隆德)

### 주민
짜빈성에는 30만명에 달하는 많은 크메르인들이 짜빈시 주변에 살고 있으며, 도시 인구의 19.96%를 차지한다. 그 외에도 중국인이 6.22%, 기타 소수 민족이 0.2%로 킨족은 나머지를 차지한다.

## 관광
크메르족들이 많이 거주하기 때문에 수많은 크메르풍 사원이 존재하며, 크메르 문화에 대한 박물관도 존재한다. 또한 도시 남부에는 아오바옴이라는 10세기 크메르 왕조 시대에 목욕에 이용되었다고 하는 네모난 연못이 있고, 그 위에 지어진 수상 사원이 있다.

## 교통
국도 53호선이 도시 남부를 횡단하고 빈롱과 연결해 준다. 2014년 현재 꼬찌엔강에는 대형 나룻배가 존재하지만 다리가 세워져 있지 않기 때문에, 버스, 트럭 등 대형 차량이 호찌민시까지 가기 위해서는 서쪽으로 크게 우회하여 빈롱을 통해 가야 한다. 도심에서 남쪽으로 약 5km 지점에 여객 버스 터미널이 있고, 아오바옴 근처에 버스 회사의 전용 터미널이 존재한다.